# Melithaea rugosa
Melithaea rugosa är en korallart som först beskrevs av Wright och Studer 1889.  Melithaea rugosa ingår i släktet Melithaea och familjen Melithaeidae. Inga underarter finns listade i Catalogue of Life.